# Tvkラグビー中継
tvkラグビー中継は、テレビ神奈川（tvk）で放送されているラグビー中継である。1990年代から2000年代初頭の頃には「RUGBY STADIUM」のタイトルで放送されていた。

## 概要
土、日曜、祝日を中心にゴールデンタイムの同日録画として放送。（ナイター開催を含めて生中継の場合もあり）
秩父宮ラグビー場や三ツ沢球技場など関東地区で開催される社会人（社会人リーグ～ジャパンラグビートップリーグ～ジャパンラグビーリーグワン）や関東大学ラグビー（対抗戦・リーグ戦）、全国大学選手権（準決勝・決勝）、それに全国高校ラグビー神奈川県大会を中継しており、放送試合数は民放地上波で最多を誇っていた時代も長かった。
なお、1990年代まで、一部の注目の試合はサンテレビジョン・京都放送とのマイクロネットにより「スポーツスペシャル」として日曜日夕方18:30-20:00に放送された。この番組では逆に京阪神（近鉄花園ラグビー場、神戸ユニバー記念競技場他）で行われる当時の関西社会人ラグビーリーグ戦、関西大学ラグビーリーグ戦を放送して、テレビ神奈川にネットしたこともあった。90年代頃まではTVK制作の中継は関東独立U局でも放送されていた。また、関東大学ラグビーでは地元の関東学院大学全盛期には同校もスポンサーに名を連ねて多くのカードを放送した。その後は自社制作が主要カード（慶明戦、早慶戦、早明戦、大学選手権準決勝・決勝等）に絞られて、全国高校ラグビーの県代表試合を含めてJ SPORTSの中継素材を放送することが多い。一時は高校ラグビーを除いては放送がなかったが、2023年はジャパンラグビーリーグワンで地元チームのカードをJ SPORTS制作分で放送している。

## 解説
- 青木雅仁
- 川合レオ
- 薫田真広
- 砂村光信
- 武村秀夫
- 山神孝志
- 後藤翔太

過去
- 上田昭夫
- 北島治彦
- 堀越慈

## 実況
- 吉井祥博
- 根岸佑輔
- 四家秀治

過去
- 岡田実
- 辻豊人
- 豊川浩
- 岡村光芳
- 田中大士（現・WOWOW）
- 阿部実（現・ナレーター声優）
- 久保弘毅（現・スポーツライター）
- 富樫吉樹（現・報道記者）
- 森田浩康

## リポーター
- 野澤はづき
- 長澤彩子
- 仲山今日子

NHKで中継のあるカードにおいても、前半終了後の監督インタビューを行っていた。